# Volkswagen Eos
Volkswagen Eos (type 1F) er en bilmodel fra Volkswagen og mærkets første coupé-cabriolet med metalfoldetag og integreret glasskydetag.

## Historie
Bilen blev præsenteret på Frankfurt Motor Show 2003 som prototype Concept C og officielt præsenteret i produktionsklar udgave på Frankfurt Motor Show den 12. september 2005. Den af kvalitetsgrunde flere gange udskudte introduktion fandt sted den 19. maj 2006. Forgængeren var den allerede i 2002 udgåede Golf Cabriolet på basis af Golf III.
Eos blev bygget sammen med Volkswagen Scirocco, Volkswagen Sharan og SEAT Alhambra af datterselskabet VW Autoeuropa - Automóveis Lda. i Palmela, Portugal.
Eos er baseret på PQ46-platformen fra Passat B6. Akselafstanden modsvarer derimod Golf V-platformen PQ35. Karrosseriet er ikke baseret på en lukket hatchback eller sedan, men er derimod en selvstændig komplet nyudvikling. Ved introduktionen af Golf VI blev modellen udstyret med nye sidespejle i samme design som på Golf VI. Det elektriske, femdelte CSC (coupé-, skyde- og cabriolet)-stålklaptag på Eos er udviklet af Webastos datterselskab Oasys (Open Air Systems GmbH). Kalechen, der som standard er udstyret med integreret elektrisk glasskydetag, kan lukkes over bilens fire siddepladser på 25 sekunder. Som ekstraudstyr kunne der fås et vindskot. Når vindskottet er monteret, kan de bageste siddepladser dog kun benyttes som fralægningsplads.
Adgangen til bagsædet lettes af Easy Entry-funktionen, som gør at forsædet efter fremklapning af dettes ryglæn kan skubbes fremefter og når ryglænet slås tilbage går tilbage til sin oprindelige position. Bagagerummet kan rumme 205 liter med taget åbent hhv. 380 liter med taget lukket. Bagagerumsklappen er fremstillet af glasfiber-armeret plast og falder fra de sidste millimeter elektrisk ned i låsen.

## Facelift
Den 7. oktober 2010 præsenterede Volkswagen den faceliftede Eos og offentliggjorde pressebilleder.
Fronten blev tilpasset det nye ansigt ligesom på Golf VI og baglygterne blev ligeledes modificeret. Kabinen blev dog kun lidt ændret.
Modellen kom ud til forhandlerne i januar 2011. Ved faceliftet udgik V6-motoren af produktion, og modellen ophørte med at eksporteres til Danmark.
I maj 2015 blev produktionen af Eos indstillet. På grund af koncernens spareforanstaltninger er der ikke planlagt nogen direkte efterfølger.
- Volkswagen Eos (2011−2015)
- Bagfra
- Kabine

## Tekniske data
Eos findes med fire benzin- og én dieselmotor. Basismodellen 1,6 FSI blev i oktober 2007 afløst af den effekt- og frem for alt drejningsmomentstærkere og mere økonomiske 1,4 TSI, som i en året efter introduceret stærkere version ligeledes afløste 2,0 FSI. 2,0 TDI-motoren med pumpe/dyse-system blev til modelåret 2009 erstattet af sin commonrail-pendant, hvor 3,2 V6 måtte vige pladsen for den mere moderne 3,6 V6 FSI som opfyldt Euro5-normen.
Med undtagelse af V6-modellerne er alle motorer som standard kombineret med en sekstrins manuel gearkasse. Standardudstyr på V6-modellerne og ekstraudstyr til 2,0 TSI og 2,0 TDI er den sekstrins dobbeltkoblingsgearkasse DSG.
|                                                | 1.4 TSI                 | 1.4 TSI                  | 1.6 FSI              | 2.0 FSI              | 2.0 TFSI/ 2.0 TSI1               | 2.0 TSI                          | 3.2 V6                 | 3.6 V6 FSI             | 2.0 TDI DPF                  | 2.0 TDI DPF                          |
| Byggeperiode                                   | 2007−2015               | 2008−2015                | 2006−2007            | 2006−2008            | 2006−2009                        | 2009−2015                        | 2006−2009              | 2009−2010              | 2006−2008                    | 2008−2015                            |
| Motordata                                      |                         |                          |                      |                      |                                  |                                  |                        |                        |                              |                                      |
| Motorkendebogstaver                            | CAXA                    | CAVD                     | BLF                  | BVY, BVZ             | BWA, CAWB, CCZA                  | CCZB                             | BUB, CBRA              | CDVA                   | BMM                          | CBAB                                 |
| Motortype                                      | R4-benzinmotor          | R4-benzinmotor           | R4-benzinmotor       | R4-benzinmotor       | R4-benzinmotor                   | R4-benzinmotor                   | VR6-benzinmotor        | VR6-benzinmotor        | R4-dieselmotor               | R4-dieselmotor                       |
| Antal ventiler pr. cylinder                    | 4                       | 4                        | 4                    | 4                    | 4                                | 4                                | 4                      | 4                      | 2                            | 4                                    |
| Ventilstyring                                  | DOHC, kæde              | DOHC, kæde               | DOHC, kæde           | DOHC, kæde           | DOHC, kæde                       | DOHC, kæde                       | DOHC, kæde             | DOHC, kæde             | OHC, tandrem                 | DOHC, tandrem                        |
| Fødesystem                                     | Direkte                 | Direkte                  | Direkte              | Direkte              | Direkte                          | Direkte                          | Multipoint             | Direkte                | Pumpe/dyse                   | Commonrail                           |
| Trykladning                                    | Turbolader              | Turbolader og kompressor | –                    | –                    | Turbolader                       | Turbolader                       | –                      | –                      | Turbolader                   | Turbolader                           |
| Køling                                         | Vandkøling              | Vandkøling               | Vandkøling           | Vandkøling           | Vandkøling                       | Vandkøling                       | Vandkøling             | Vandkøling             | Vandkøling                   | Vandkøling                           |
| Boring × slaglængde                            | 76,5 × 75,6 mm          | 76,5 × 75,6 mm           | 76,5 × 86,9 mm       | 82,5 × 92,8 mm       | 82,5 × 92,8 mm                   | 82,5 × 92,8 mm                   | 84,0 × 95,9 mm         | 89,0 × 96,4 mm         | 81,0 × 95,5 mm               | 81,0 × 95,5 mm                       |
| Slagvolume                                     | 1390 cm³                | 1390 cm³                 | 1598 cm³             | 1984 cm³             | 1984 cm³                         | 1984 cm³                         | 3189 cm³               | 3597 cm³               | 1968 cm³                     | 1968 cm³                             |
| Kompressionsforhold                            | 10,0:1                  | 10,0:1                   | 12,0:1               | 11,5:1               | 10,3:1                           | 10,3:1                           | 10,9:1                 | 11,4:1                 | 18,5:1                       | 16,5:1                               |
| Maks. effekt ved omdr./min.                    | 90 kW (122 hk) 5000     | 118 kW (160 hk) 5800     | 85 kW (115 hk) 6000  | 110 kW (150 hk) 6000 | 147 kW (200 hk) 5100−6000        | 155 kW (211 hk) 5300−6200        | 184 kW (250 hk) 6300   | 191 kW (260 hk) 6000   | 103 kW (140 hk) 4000         | 103 kW (140 hk) 4200                 |
| Maks. drejningsmoment ved omdr./min.           | 200 Nm 1500−4000        | 240 Nm 1500−4500         | 155 Nm 4000          | 200 Nm 3500          | 280 Nm 1700−50002                | 280 Nm 1700−5200                 | 320 Nm 2500−3000       | 350 Nm 2400−4000       | 320 Nm 1800−2500             | 320 Nm 1750−2500                     |
| Udstødningsnorm                                | Euro5                   | Euro5                    | Euro4                | Euro4                | Euro4                            | Euro5                            | Euro4                  | Euro5                  | Euro4                        | Euro5                                |
| Kraftoverførsel                                |                         |                          |                      |                      |                                  |                                  |                        |                        |                              |                                      |
| Drivende hjul                                  | Forhjul                 | Forhjul                  | Forhjul              | Forhjul              | Forhjul                          | Forhjul                          | Forhjul                | Forhjul                | Forhjul                      | Forhjul                              |
| Gearkasse (standardudstyr)                     | 6-trins manuel          | 6-trins manuel           | 6-trins manuel       | 6-trins manuel       | 6-trins manuel                   | 6-trins manuel                   | 6-trins DSG            | 6-trins DSG            | 6-trins manuel               | 6-trins manuel                       |
| Gearkasse (ekstraudstyr)                       | –                       | –                        | –                    | –                    | 6-trins DSG                      | 6-trins DSG                      | –                      | –                      | 6-trins DSG                  | 6-trins DSG                          |
| Præstationer3                                  |                         |                          |                      |                      |                                  |                                  |                        |                        |                              |                                      |
| Topfart                                        | 198 km/t                | 217 km/t                 | 192 km/t             | 210 km/t             | 232 km/t (229 km/t)              | 238 km/t (236 km/t)              | (247 km/t)             | (250 km/t)             | 206 km/t (203 km/t)          | 207 km/t (204 km/t)                  |
| Acceleration 0-100 km/t                        | 10,9 sek.               | 8,8 sek.                 | 11,9 sek.            | 9,8 sek.             | 7,8 sek.                         | 7,8 sek.                         | (7,3 sek.)             | (6,9 sek.)             | 10,3 sek.                    | 10,3 sek.                            |
| Brændstofforbrug pr. 100 km ved blandet kørsel | 6,2−6,6 liter Blyfri 95 | 5,8 liter Blyfri 984     | 8,3 liter Blyfri 984 | 7,7 liter Blyfri 984 | 7,2 liter (7,7 liter) Blyfri 984 | 7,1 liter (7,5 liter) Blyfri 984 | (9,2 liter) Blyfri 984 | (9,2 liter) Blyfri 984 | 6,0 liter (6,7 liter) Diesel | 4,8−5,2 liter (5,3−5,7 liter) Diesel |
| CO2-udslip ved blandet kørsel                  | 144−152 g/km            | 157 g/km                 | 182 g/km             | 198 g/km             | 178 g/km                         | 165 g/km (174 g/km)              | (219 g/km)             | (214 g/km)             | 156 g/km (177 g/km)          | 125−138 g/km (139−149 g/km)          |